# 鳥卜斎栄意
鳥卜斎 栄意（ちょうぼくさい えいい、生没年不詳）とは、江戸時代の浮世絵師。

## 来歴
鳥文斎栄之の門人で作画期は寛政から文化の初め頃にかけてとされる。俗名不明。作に東京国立博物館所蔵の「芸妓図」（絹本着色）のみが知られ、MOA美術館所蔵の栄之筆「巽芸者図」とは人物の格好や三味線を持ち足もとに三味線箱を置く様子など、ほぼ同じ図様を描いている。なお『浮世絵画集』と『浮世絵大成』ではこの「芸妓図」を栄之筆としていた。